# Пробст
Пробст, також про́бощ — титул в християнських церквах, керівник одної з головних церков, монастиря. У деяких національних лютеранських церквах — старший пастор в певному географічному регіоні, підлеглий єпископу. Структура, очолювана пробстом, називається і пробством (проборством), однак більше вживається назва деканат.
Слово пробст походить через чеськ. probošt та пол. proboszcz від лат. praepositus, propositus (у середньовічній вимові propostus) — «начальник». Давньоруська форма пробощь або пребощь (Іпатський літопис, статті під 1252 і 1268 роками).